# Aïcha Koné
Pour les articles homonymes, voir Aïcha (homonymie) et Koné.
Aïcha Koné , originaire de Gbon dans le département de Boundiali, est une chanteuse ivoirienne née le 21 mai 1957 à Abidjan, et chante principalement en dioula( Malinké).

## Biographie
Fille d'un médecin, ses débuts sont difficiles en raison de l'hostilité de son père, Dr. Moussa Yanourga Koné, opposé au fait de voir sa fille embrasser une carrière musicale. Aïcha débute véritablement sa carrière musicale au sein de l’Orchestre de la Radio Télévision Ivoirienne (ORTI) où elle est engagée comme choriste sous la direction, entre autres, de Boncana Maïga. Celui qui deviendra son mentor et sera jusqu’à Farafina Miria son arrangeur attitré, lui est présenté par Georges Benson, alors directeur des programmes de la Radio Télévision Ivoirienne (RTI), qui l’a révélée au public ivoirien. L’adolescente côtoie ainsi d’autres grands maîtres de la musique africaine comme Manu Dibango avec qui elle va travailler. De ses années à l’ORTI, Aicha Koné dit qu’elles l’ont aidée à « s’organiser et à se structurer ». Très tôt influencée par la Sud-africaine Myriam Makeba, qu’elle rencontrera durant son exil guinéen, et interpellée par les mandolines de Nana Mouskouri et les guitares d’Enrico Macias aux accents d’Orient qui lui rappellent la musique mandingue, elle sort son premier 45-tours, Denikeleni, en 1999.
Artiste de scène, elle se produit dans le monde entier. Elle est la seule chanteuse ivoirienne à avoir obtenu 2 disques d’Or et plus de 45 prix et trophées.

## Discographie
- 1979 : Denikeleni
- 1980 : Zata
- 1981 : Baba tounouna
- 1982 : Kamelemba
- 1982 : Soleil
- 1983 : Linda
- 1983 : Narda
- 1984 : Wodjoro
- 1986 : Aminata, Dia
- 1988 : Adouma
- 1990 : Tchaga
- 1992 : Poro Dance
- 1993 : Mandingo Live from Cote d'ivoire
- 1994 : Kanawa,l,l,lmmm
- 1995 : Halte à la guerre
- 1997 : Consécration
- 2001 : Le lion
- 2002 : Ben Kadi
- 2004 : Yiri Bâ
- 2006 : Farafina Miria avec la participation de Manu Dibango, Boris Bergman, Meiway
- 2010 : Wassa avec la participation de Thomas Tranchemontagne
- 2025 : Lam Yara

## Distinctions
- 1989 : Prix Ngomo pour la paix (trophée de la chanson dans l'ex-Zaïre)
- 2003 : Lion d'or en Guinée
- 2005 : Tamani d'honneur (Trophée au Mali)
- 2008 : Kunde d’honneur (Trophée au Burkina Faso)

## Opinion
Aïcha prône la paix dans tous les pays africains quand elle chante "Kanawa" : elle invite les hommes politiques des pays comme le Liberia, la Somalie, le Tchad et l'Angola à faire cesser la guerre et à se réconcilier pour une Afrique meilleure.